# 中国驻冰岛大使列表
本列表为中華人民共和國驻冰岛历任大使名录。

## 历任中国驻冰岛大使

### 中华人民共和国驻冰岛大使（1972年至今）
1971年12月8日，中华人民共和国与冰岛建交后，于1972年5月，设置驻冰岛大使馆，开始派遣驻冰岛大使。1983年至1995年间，驻冰岛大使由驻丹麦大使兼任，由临时代办主持馆务。
| 姓名   | 任命           | 任命           | 到任           | 递交国书       | 免职           | 免职           | 离任           | 外交衔级 | 外交职务     | 备注                         |
| 姓名   | 全国人大常委会 | 主席           | 到任           | 递交国书       | 全国人大常委会 | 主席           | 离任           | 外交衔级 | 外交职务     | 备注                         |
| ------ | -------------- | -------------- | -------------- | -------------- | -------------- | -------------- | -------------- | -------- | ------------ | ---------------------------- |
| 林桦   | 不適用         | 不適用         | 1972年5月      | 1972年5月30日  | 不適用         | 不適用         | 1972年9月      | 参赞     | 临时代办     | 筹备开馆                     |
| 陈东   | 不適用         | 不適用         | 1972年9月4日   | 1972年9月8日   | 1977年10月24日 | 不適用         | 1977年10月28日 | 大使     | 特命全权大使 |                              |
| 陈枫   | 1977年10月24日 | 不適用         | 1978年3月28日  | 1978年4月6日   | 1982年3月8日   | 不適用         | 1982年5月21日  | 大使     | 特命全权大使 |                              |
| 陈鲁直 | 1983年9月2日   | 不適用         | 1984年9月      | 1984年11月6日  | 1987年6月23日  | 1987年10月17日 | 1987年10月     | 大使     | 特命全权大使 | 驻丹麦兼                     |
| 张龙海 | 1987年6月23日  | 1987年10月17日 | 1988年2月      | 1988年2月5日   | 1991年6月29日  | 1991年10月31日 | 1991年10月     | 大使     | 特命全权大使 | 驻丹麦兼                     |
| 郑耀文 | 1991年6月29日  | 1991年10月31日 | 1991年11月     | 1991年12月5日  | 1995年8月29日  | 1995年11月20日 | 1995年8月      | 大使     | 特命全权大使 | 驻丹麦兼                     |
| 王建兴 | 1995年8月29日  | 1995年11月20日 | 1995年12月     | 1995年12月19日 | 1997年12月29日 | 1998年4月2日   | 1998年2月      | 大使     | 特命全权大使 |                              |
| 王荣华 | 1997年12月29日 | 1998年4月2日   | 1998年3月      | 1998年4月22日  | 2002年6月29日  | 2002年10月11日 | 2002年8月      | 大使     | 特命全权大使 |                              |
| 蒋正云 | 2002年6月29日  | 2002年10月11日 | 2002年8月      | 2002年9月3日   | 2004年8月28日  | 2005年1月17日  | 2005年1月      | 大使     | 特命全权大使 |                              |
| 王信石 | 2004年8月28日  | 2005年1月17日  | 2005年1月7日   | 2005年1月18日  | 2006年12月29日 | 2007年8月23日  | 2007年5月      | 大使     | 特命全权大使 |                              |
| 张克远 | 2006年12月29日 | 2007年8月23日  | 2007年8月1日   | 2007年8月22日  | 2009年4月24日  | 2009年9月14日  | 2009年7月      | 大使     | 特命全权大使 |                              |
| 苏格   | 2009年4月24日  | 2009年9月14日  | 2009年9月11日  | 2009年9月17日  | 2012年6月30日  | 2012年12月25日 | 2012年11月     | 大使     | 特命全权大使 |                              |
| 马继生 | 2012年6月30日  | 2012年12月25日 | 2012年12月11日 | 2012年12月13日 |                | 不適用         | 2014年1月27日  | 大使     | 特命全权大使 | 因向日本泄密被国家安全部拘捕 |
| 张卫东 | 2014年8月31日  | 2014年10月16日 | 2014年9月25日  | 2014年9月30日  | 2017年12月27日 | 2018年3月5日   | 2017年11月     | 大使     | 特命全权大使 |                              |
| 金智健 | 2017年12月27日 | 2018年3月5日   | 2018年1月29日  | 2018年2月13日  | 2021年8月20日  | 2022年3月7日   | 2021年9月      | 大使     | 特命全权大使 |                              |
| 何儒龙 | 2021年12月24日 | 2022年3月7日   | 2022年2月26日  | 2022年3月16日  | 现任           |                |                | 大使     | 特命全权大使 |                              |